# Patrick Chan
Patrick Lewis Wai-Kuan Chan (født 31. december 1990) er en canadisk kunstskøjteløber.
Ved vinter-OL i 2014 vandt han sølvmedalje både i mændenes singledisciplin og for hold.
Ved vinter-OL i 2018 vandt han guld i holddiciplinen. 